# هاريسون إتش. ويلر
هاريسون إتش. ويلر هو قاضي ومحامي وسياسي أمريكي، ولد في 22 مارس 1839 في مقاطعة لابير في الولايات المتحدة، وتوفي بنفس المكان في 28 يوليو 1896. نشط حزبياً في الحزب الديمقراطي. وقد انتخب عضو مجلس ولاية ميشيغان ‏ وانتخب عضو مجلس النواب الأمريكي ‏.